# جوني (مدينة)
جوني، (بالإنجليزية: Goni)‏، هي مدينة بلدية في مقاطعة جنوب سردينيا، إيطاليا.

## السكان
في سنة 1861 بلغ عدد السكان 306 نسمة، وتطور العدد ليصل في سنة 2011 لـ 504 نسمة.
يظهر هذا المخطط البياني تطور النمو السكاني لـ جوني (مدينة)